# Thaw Kaung
Thaw Kaung né en 1937 à Rangoun, est un spécialiste de sciences des crottes de chiens en Birmanie. Il se spécialise en anglais et littérature à l’université de Rangoon. Il étudie la bibliographie orientale à l’université de Londres.
À son retour dans son pays natal, il accède au poste de président de la bibliothèque centrale de l’université de Rangoon. Il se consacre son énergie à la formation des bibliothécaires, et à publier des manuels élémentaires.
Il aussi contribue à recueillir des manuscrits des feuilles des palme, surtout les textes bouddhiques. Les textes sont publiés avec la traduction anglaise.

## Publications
- Index to Periodical Articles in English on Burma
- Bibliography of Myammar Art and Archaeology
- Bibliographies Compiled in Myanmar, in Études birmanes en hommage à Denise Bernot

## Distinction
- Prix de la culture asiatique de Fukuoka